# Karl Pfannhauser
Karl Robert Pfannhauser (* 2. Februar 1911 in Wien; † 5. Oktober 1984 ebenda) war ein österreichischer Musikwissenschaftler.

## Leben und Werk
Karl Pfannhauser studierte von 1931 bis 1934 an der Universität Wien klassische Philologie, Philosophie und Musikwissenschaft. Er promovierte 1935 mit der Dissertation De initio carminum Christianorum alternatim canendorum quaestinum capita duo.
Von 1938 bis 1970 war Karl Robert Pfannhauser im Schuldienst tätig, widmete sich aber bereits ab 1930 musikhistorischen Forschungen und dem Ausbau einer Musiksammlung, die etwa 20.0000 Titel (Drucke, Handschriften, Briefe) umfasste. Ab 1945 gab er die von ihm gegründete Ausgabenreihe Österreichische Kirchenmusik (Wien, 9 Bände in 13 Faszikeln) heraus.
Karl Pfannhauser veröffentlichte weiter Mozart hat kopiert! (Acta Mozartiana I, 1954), Zu Mozarts Kirchenwerken von 1768 (Mozart-Jahrbuch. 1954), Die Mozart-Gesamtausgabe in Österreich (Kgr.-Ber. Wien Mozartjahr 1956), Zur Es-Dur-Messe von Franz Schubert (NzfM CXIX, 1958), Zur Schubert-Forschung (Mf XI, 1958), Mozarts kirchenmusikalische Studien im Spiegel seiner Zeit (KmJb XLIII, 1959), Eine menschlich-künstlerische Strauß-Memoire (Festschrift. A. Orel, Wien 1960), J.M.Haydn und seine «Missa Sanctae Crucis» (in: Chigiana XXIV, N. S. IV., 1967), Aus Herbecks Leben, Wirken, Umwelt, Schriftenmappe (in: 125 Jahre Wiener Männergesangsverein, Festschrift., Wien 1968), Wiener Kirchenmusik im Spiel der Gesellschaftskultur (ÖMZ XXV, 1970), Epilegomena Mozartina (Mozart-Jb., 1971/1972).